# Эмилия Лепида (дочь Юлии Младшей)
Эмилия Лепида (лат. Aemilia Lepida; 3 — ок. 53) — римская матрона, дочь консула 1 года Луция Эмилия Павла и внучки Октавиана Августа Юлии Младшей, жена консула 19 года Марка Юния Силана.
Эмилия Лепида была первым ребёнком в семье Луция Эмилия Павла и Юлии Младшей, являлась прямым потомком (правнучкой) Августа, внучкой Випсания Агриппы. Её отец происходил из патрицианской семьи Эмилиев, был внучатым племянником триумвира Марка Эмилия Лепида.
Эмилия родилась в 3 году, и почти с младенчества была помолвлена с Клавдием. Однако в 8 году её отец был осуждён за подготовку заговора против императора, а мать отправлена в ссылку за прелюбодеяние и Август разорвал помолвку.
В 13 лет Эмилию выдали замуж за Марка Юния Силана, который в 19 году занимал консульскую должность. От этого брака у пары родилось пятеро детей, трое мальчиков и две девочки. Двое старших сыновей занимали консульские должности в 46 и 53 годах соответственно.
Все дети мужского пола умерли насильственной смертью во времена, когда Агриппина боролась за императорскую власть для Нерона или во время его правления, поскольку были прямыми потомками Августа, хоть и по женской линии. Что касается самой Лепиды, то существует версия, что она была отравлена по приказу Агриппины ок. 53 года, но, скорее всего, её путают с Домицией Лепидой.